# Liste der Kulturdenkmäler in Eichen (Westerwald)
In der Liste der Kulturdenkmäler in Eichen sind alle Kulturdenkmäler der rheinland-pfälzischen Gemeinde Eichen aufgelistet. Grundlage ist die Denkmalliste des Landes Rheinland-Pfalz (Stand: 4. Mai 2023).

## Einzeldenkmäler
| Bezeichnung | Lage                                     | Baujahr         | Beschreibung                                     | Bild |
| ----------- | ---------------------------------------- | --------------- | ------------------------------------------------ | ---- |
| Brücke      | südlich des Ortes bei Bruchermühl Lage   | 1852            | Brücke über die Wied; zweibogig, 1852            | BW   |
| Brücke      | südöstlich des Ortes bei Döttesfeld Lage | 19. Jahrhundert | Brücke über die Wied; dreibogig, 19. Jahrhundert | BW   |